# Brandon Peterson
Brandon Peterson (Birmingham, 16 dicembre 1990) è un cestista statunitense con cittadinanza cambogiana naturalizzato siriano.